# تابانوواتس
تابانوواتس (به صربی: Tabanovac) یک منطقهٔ مسکونی در صربستان است که در پتروواتس نا ملاوی واقع شده‌است.